# Dziennik Pojezierza
Dziennik Pojezierza – gazeta regionalna ukazująca się w Olsztynie w latach 80. i 90 XX w. Pierwsza popołudniówka w regionie.
Pierwszy numer Dziennika wyszedł 25 lutego 1983, pod redakcją Andrzeja Bałtroczyka.